# Szüle Péter
Szüle Péter (Cegléd, 1886. június 25. – Budapest, Józsefváros, 1944. február 11.) festőművész, Szüle Mihály színész, színházigazgató nagybátyja.

## Élete
Szüle Mihály vasúti kalauz és Darányi Mária fia. Középiskolai tanulmányait Újpesten folytatta, majd a budapesti Képzőművészeti Főiskolán tanult, ahol Ferenczy Károly, Balló Ede és Zemplényi Tivadar tanítványa volt. Ezután tanulmányúton járt Hollandiában, Német-, Francia- és Olaszországban. Hazatérését követően előbb Budapesten, majd a szolnoki művésztelepen dolgozott 1928-ig. Tárlata volt 1923-ban és 1929-ben az Ernst Múzeumban, 1924-ben és 1934-ben pedig a Műcsarnokban volt kiállítása. Szegény embereket és csavargókat festett le, ezen képei sötétbarnás tónusúak. Később aktkompozíciókat készített, de a szolnoki szegényparasztok mindennapijaiból is örökített meg jeleneteket. Későbbi festményein már világosabb színeket használt az impresszionizmus hatásának köszönhetően (Cselédlány tálcával, Zagyva part). Több díjat is nyert (1920, 1927, 1940), műveinek egy része megtalálható a Magyar Nemzeti Galériában.
Házastársa Örményi Mária festőművésznő volt, akivel 1919. július 26-án Budapesten, a Terézvárosban kötött házasságot. 1937-ben elváltak.